# Les Vengeurs du Sonora
Les Vengeurs du Sonora est la vingtième histoire de la série Jerry Spring de Jijé. Elle est publiée pour la première fois du no 1417 au no 1438 du journal Spirou, puis sous forme d'album en 1974 (en première partie d'un double album noir et blanc au format géant qui comporte aussi la réédition de Lune d’Argent). C'est en 1985 que Les Vengeurs du Sonora est publié en album couleurs dans la collection normale.